# Dwight-Lloyd-proces

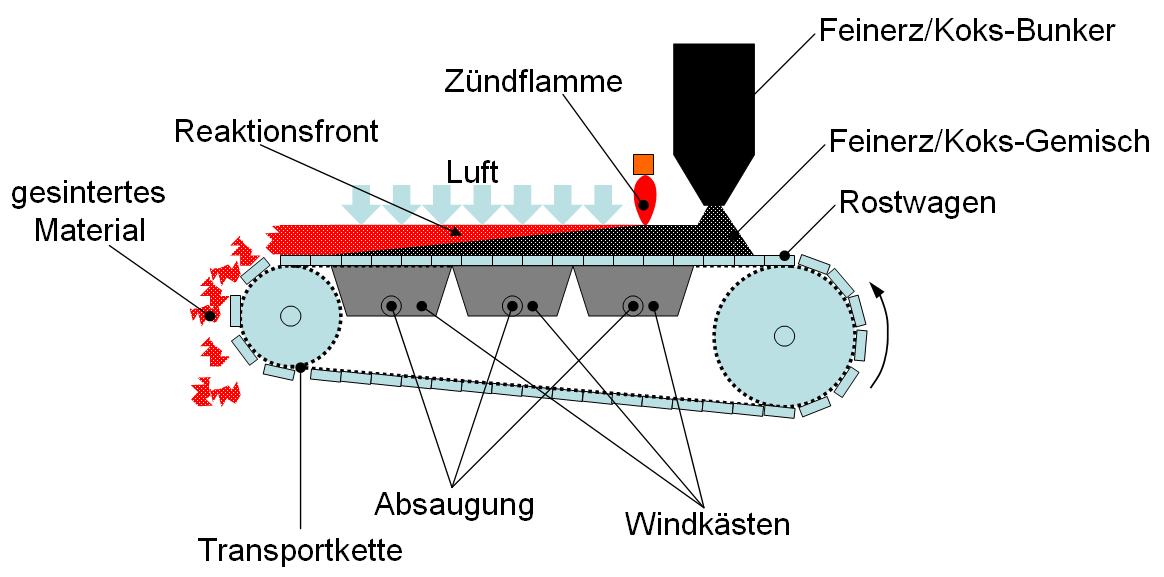
Schema van het Dwight-Lloyd-proces

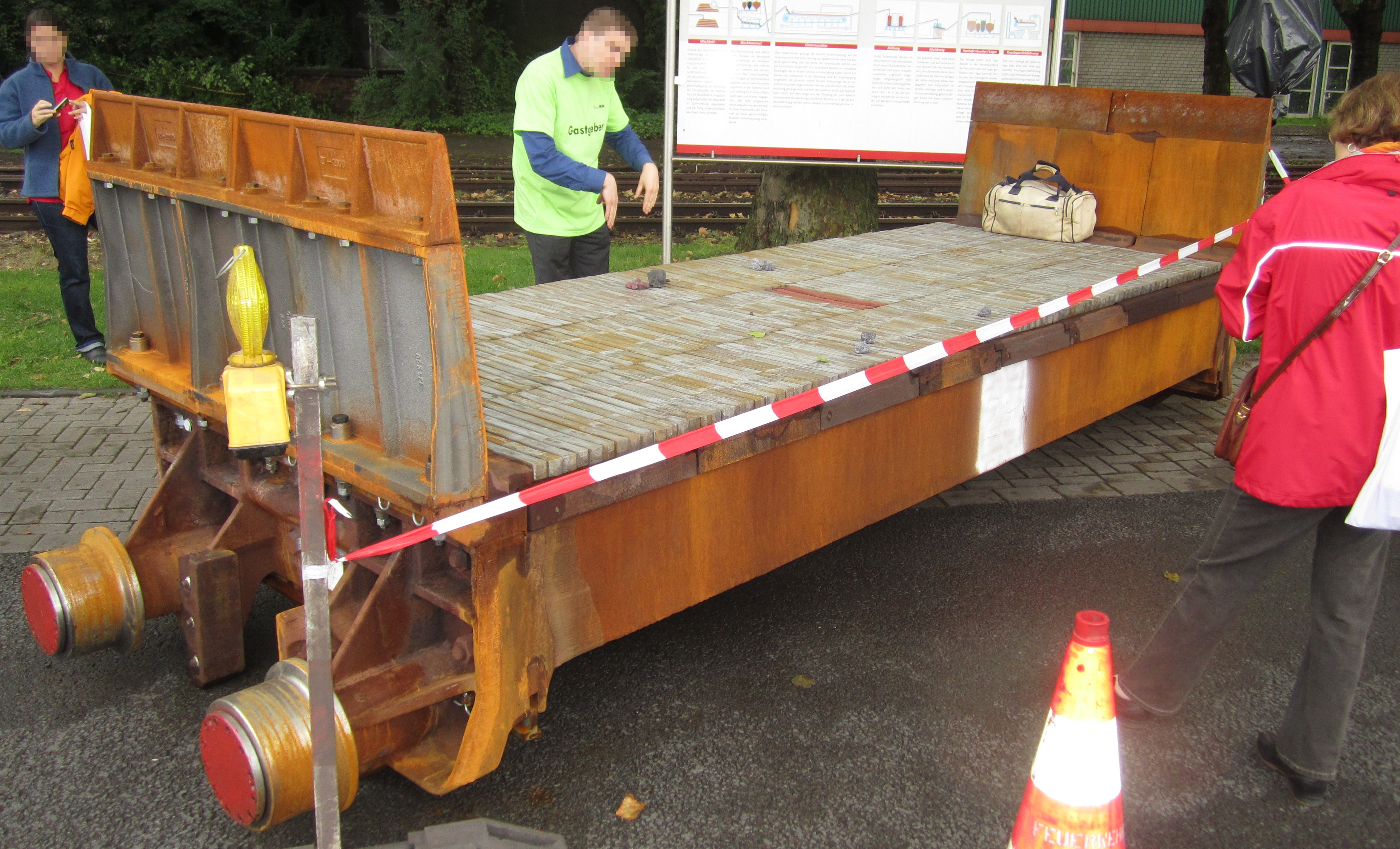
Transportsysteem bij Hüttenwerke Krupp Mannesmann

Het Dwight-Lloyd-proces dient om fijn poeder van erts samen met cokespoeder en kalk en vloeimiddel voor gebruik in een hoogoven te sinteren tot een sinter die mechanisch sterk is en lucht doorlaat.
Het proces werd in juni 1906 voor het eerst toegepast door Arthur Smith Dwight (1864 - 1946) en Richard Lewis Lloyd in een kopermijn te Cananea, Mexico.
In 1907 namen ze een patent en stichtten ze de “Dwight and Lloyd Metallurgical Company” te New York.
Ze bouwden talrijke dergelijke installaties en gaven over heel de wereld ook licenties onder meer aan de Duitse firma Lurgi. De eerste toepassing voor ijzererts begon in 1910 in de Verenigde Staten.
De eerste installatie in Duitsland ging in 1917 in bedrijf te Bochum.
Een mengsel van erts, cokes, kalk en vloeimiddel wordt op een transportband gevoed.
Een gasbrander op cokesovengas of op aardgas ontsteekt het poeder.
Een ventilator zuigt langs windkasten onder de transportband lucht omlaag doorheen het poeder.
Stof wordt afgescheiden uit de verbrandingsgassen door een elektrostatisch vliegasfilter of een doekenfilter en gaan dan door een schouw. De uitstoot van de schouw bevat nog altijd stof en rond 1 ng/m³ dioxines en furanen.
Het vlammenfront van 800-1400°C breidt zich uit in de diepte en weg van de voeding.
Op het einde van de transportband vallen sinters omlaag die geschikt zijn als materiaal voor een hoogoven.
Het Dwight-Lloyd-proces wordt nog altijd gebruikt, omdat het betrouwbaar is en continu werkt.